# México en la Copa Mundial de Fútbol de 1970
La selección de fútbol de México fue la anfitriona y una de las 16 participantes en la Copa Mundial de Fútbol México 1970.

## Amistosos previos
Datos correspondientes al periodo entre la finalización de la Campeonato de Naciones de la Concacaf de 1969 y el inicio de la Copa Mundial de Fútbol de 1970.
| Fecha                 | Lugar            |        |                   | Resultado |                               |                 |
| --------------------- | ---------------- | ------ | ----------------- | --------- | ----------------------------- | --------------- |
| 15 de febrero de 1970 | Ciudad de México | México | Bandera de México | 1:1       | Bandera de Bulgaria           | Bulgaria        |
| 18 de febrero de 1970 | León             | México | Bandera de México | 2:0       | Bandera de Bulgaria           | Bulgaria        |
| 22 de febrero de 1970 | Ciudad de México | México | Bandera de México | 0:0       | Bandera de Suecia             | Suecia          |
| 26 de marzo de 1970   | Ciudad de México | México | Bandera de México | 0:0       | Bandera de la Unión Soviética | Unión Soviética |
| 1 de marzo de 1970    | Puebla           | México | Bandera de México | 0:1       | Bandera de Suecia             | Suecia          |
| 5 de marzo de 1970    | Lima             | Perú   | Bandera de Perú   | 0:1       | Bandera de México             | México          |
| 8 de marzo de 1970    | Lima             | Perú   | Bandera de Perú   | 1:0       | Bandera de México             | México          |
| 15 de marzo de 1970   | Ciudad de México | México | Bandera de México | 3:1       | Bandera de Perú               | Perú            |
| 18 de marzo de 1970   | León             | México | Bandera de México | 3:3       | Bandera de Perú               | Perú            |

| 15 de febrero de 1970 | México  | 1:1 (1:0) | Bulgaria       | Estadio Azteca, Ciudad de México                         |                                                          |
|                       | Díaz 8' |           | Marashliev 82' | Asistencia: 38 271 espectadores Árbitro(s): Diego Di Leo | Asistencia: 38 271 espectadores Árbitro(s): Diego Di Leo |

| 18 de febrero de 1970 | México                    | 2:0 (0:0) | Bulgaria | Estadio León, León de Los Aldama                          |                                                           |
|                       | Rivas 49' · Basaguren 58' |           |          | Asistencia: 18 002 espectadores Árbitro(s): Mario Canessa | Asistencia: 18 002 espectadores Árbitro(s): Mario Canessa |

| 22 de febrero de 1970 | México | 0:0 | Suecia | Estadio Azteca, Ciudad de México                          |  |
|                       |        |     |        | Asistencia: 33 000 espectadores Árbitro(s): Mario Canessa |  |

| 26 de febrero de 1970 | México | 0:0 | Unión Soviética | Estadio Azteca, Ciudad de México                          |  |
|                       |        |     |                 | Asistencia: 95 000 espectadores Árbitro(s): Mario Canessa |  |

| 1 de marzo de 1970 | México | 0:1 (0:0) | Suecia       | Estadio Cuauhtémoc, Puebla de Zaragoza                    |                                                           |
|                    |        |           | Eriksson 72' | Asistencia: 30 000 espectadores Árbitro(s): Mario Canessa | Asistencia: 30 000 espectadores Árbitro(s): Mario Canessa |

| 5 de marzo de 1970 | Perú | 0:1 (0:1) | México        | Estadio Nacional, Lima                                   |                                                          |
|                    |      |           | Basaguren 15' | Asistencia: 40 000 espectadores Árbitro(s): Erwin Hieger | Asistencia: 40 000 espectadores Árbitro(s): Erwin Hieger |

| 8 de marzo de 1970 | Perú     | 1:0 (0:0) | México | Estadio Nacional, Lima                                           |                                                                  |
|                    | León 63' |           |        | Asistencia: 35 000 espectadores Árbitro(s): Alberto Tejada Burga | Asistencia: 35 000 espectadores Árbitro(s): Alberto Tejada Burga |

| 15 de marzo de 1970 | México                                       | 3:1 (2:1) | Perú      | Estadio Azteca, Ciudad de México                         |                                                          |
|                     | Padilla 38' · Onofre 43' · López Salgado 83' |           | Chale 40' | Asistencia: 90 000 espectadores Árbitro(s): Diego Di Leo | Asistencia: 90 000 espectadores Árbitro(s): Diego Di Leo |

| 18 de marzo de 1970 | México                                        | 3:3 (2:1) | Perú                      | Estadio León, León de Los Aldama                                  |                                                                   |
|                     | Borja 32' · López Salgado 40' · Hernández 60' |           | León 17, 80' · Baylón 51' | Asistencia: 60 000 espectadores Árbitro(s): Abel Aguilar Elizalde | Asistencia: 60 000 espectadores Árbitro(s): Abel Aguilar Elizalde |

## Jugadores
- Datos corresponden a la situación previa al inicio del torneo

| #  | Nombre                 | Posición      | Edad | Club                        |
| -- | ---------------------- | ------------- | ---- | --------------------------- |
| 1  | Ignacio Calderón       | Portero       | 26   | Guadalajara                 |
| 2  | Juan Manuel Alejándrez | Defensa       | 26   | Cruz Azul                   |
| 3  | Gustavo Peña           | Defensa       | 27   | Cruz Azul                   |
| 4  | Francisco Montes       | Defensa       | 27   | Tiburones Rojos de Veracruz |
| 5  | Mario Pérez            | Defensa       | 23   | América                     |
| 6  | Guillermo Hernández    | Defensa       | 27   | América                     |
| 7  | Marcos Rivas           | Mediocampista | 22   | Atlante                     |
| 8  | Antonio Munguía        | Mediocampista | 27   | Cruz Azul                   |
| 9  | Enrique Borja          | Delantero     | 24   | América                     |
| 10 | Horacio López Salgado  | Mediocampista | 21   | América                     |
| 11 | Aarón Padilla          | Delantero     | 27   | Universidad Nacional        |
| 12 | Antonio Mota           | Portero       | 31   | Necaxa                      |
| 13 | José Vantolrá          | Defensa       | 27   | Toluca                      |
| 14 | Javier Guzmán          | Defensa       | 25   | Cruz Azul                   |
| 15 | Héctor Pulido          | Mediocampista | 27   | Cruz Azul                   |
| 16 | Isidoro Díaz           | Mediocampista | 32   | León                        |
| 17 | José Luis González     | Delantero     | 27   | Universidad Nacional        |
| 18 | Mario Velarde          | Mediocampista | 30   | Universidad Nacional        |
| 19 | Javier Valdivia        | Delantero     | 28   | Guadalajara                 |
| 20 | Ignacio Basaguren      | Delantero     | 25   | Atlante                     |
| 21 | Javier Fragoso         | Delantero     | 28   | América                     |
| 22 | Francisco Castrejón    | Portero       | 22   | Universidad Nacional        |
| DT | Raúl Cárdenas          |               |      |                             |

## Participación

### Primera fase

#### Grupo A
| Equipo          | Pts | PJ | PG | PE | PP | GF | GC |
| --------------- | --- | -- | -- | -- | -- | -- | -- |
| Unión Soviética | 5   | 3  | 2  | 1  | 0  | 6  | 1  |
| México          | 5   | 3  | 2  | 1  | 0  | 5  | 0  |
| Bélgica         | 2   | 3  | 1  | 0  | 2  | 4  | 5  |
| El Salvador     | 0   | 3  | 0  | 0  | 3  | 0  | 9  |

### Contra Unión Soviética
| 31 de mayo de 1970 | México | 0:0     | Unión Soviética | Estadio Azteca, Ciudad de México                                         |                                                                          |
|                    |        | Reporte |                 | Asistencia: 107.160 espectadores Árbitro(s): Kurt Tschenscher (Alemania) | Asistencia: 107.160 espectadores Árbitro(s): Kurt Tschenscher (Alemania) |

| 1  | PO | Ignacio Calderón      |     |
| 3  | DF | Gustavo Peña          |     |
| 5  | DF | Mario Pérez           |     |
| 6  | DF | Guillermo Hernández   |     |
| 13 | DF | José Vantolrá         |     |
| 14 | DF | Javier Guzmán         |     |
| 15 | MC | Héctor Pulido         |     |
| 18 | MC | Mario Velarde         | 67' |
| 10 | DE | Horacio López Salgado |     |
| 19 | DE | Javier Valdivia       |     |
| 21 | DE | Javier Fragoso        |     |
| DT | DT | Raúl Cárdenas         |     |

| 2  | PO | Anzor Kavazashvili   |     |
| 5  | DF | Vladimir Kaplichny   |     |
| 6  | DF | Evgeny Lovchev       |     |
| 7  | DF | Gennady Logofet      |     |
| 9  | DF | Albert Shesternyov   |     |
| 11 | MC | Kakhi Asatiani       |     |
| 14 | MC | Vladimir Muntyan     |     |
| 15 | MC | Víktor Serébrianikov | 46' |
| 16 | DE | Anatoliy Byshovets   |     |
| 17 | DE | Gennady Yevriuzhikin |     |
| 19 | DE | Givi Nodia           | 66' |
| DT | DT | Gavril Kachalin      |     |

| 8 | MC | Antonio Munguía | 67' |

| 20 | MC | Anatoliy Puzach    | 46' |
| 21 | DE | Vitaly Khmelnitsky | 66' |

| Amonestado | 60' | Gustavo Peña |

| Amonestado | 30' | Kakhi Asatiani  |
| Amonestado | 31' | Givi Nodia      |
| Amonestado | 34' | Evgeny Lovchev  |
| Amonestado | 72' | Gennady Logofet |

| Árbitro             | Kurt Tschenscher |
| Árbitros asistentes | Keith Dunstan    |
| Árbitros asistentes | Jack Taylor      |

| 1  | PO | Ignacio Calderón      |     |
| 3  | DF | Gustavo Peña          |     |
| 5  | DF | Mario Pérez           |     |
| 6  | DF | Guillermo Hernández   |     |
| 13 | DF | José Vantolrá         |     |
| 14 | DF | Javier Guzmán         |     |
| 15 | MC | Héctor Pulido         |     |
| 18 | MC | Mario Velarde         | 67' |
| 10 | DE | Horacio López Salgado |     |
| 19 | DE | Javier Valdivia       |     |
| 21 | DE | Javier Fragoso        |     |
| DT | DT | Raúl Cárdenas         |     |

| 2  | PO | Anzor Kavazashvili   |     |
| 5  | DF | Vladimir Kaplichny   |     |
| 6  | DF | Evgeny Lovchev       |     |
| 7  | DF | Gennady Logofet      |     |
| 9  | DF | Albert Shesternyov   |     |
| 11 | MC | Kakhi Asatiani       |     |
| 14 | MC | Vladimir Muntyan     |     |
| 15 | MC | Víktor Serébrianikov | 46' |
| 16 | DE | Anatoliy Byshovets   |     |
| 17 | DE | Gennady Yevriuzhikin |     |
| 19 | DE | Givi Nodia           | 66' |
| DT | DT | Gavril Kachalin      |     |

| 8 | MC | Antonio Munguía | 67' |

| 20 | MC | Anatoliy Puzach    | 46' |
| 21 | DE | Vitaly Khmelnitsky | 66' |

| Amonestado | 60' | Gustavo Peña |

| Amonestado | 30' | Kakhi Asatiani  |
| Amonestado | 31' | Givi Nodia      |
| Amonestado | 34' | Evgeny Lovchev  |
| Amonestado | 72' | Gennady Logofet |

| Árbitro             | Kurt Tschenscher |
| Árbitros asistentes | Keith Dunstan    |
| Árbitros asistentes | Jack Taylor      |

### Contra El Salvador
| 7 de junio de 1970, 15:00 | México                                          | 4:0 (1:0) | El Salvador | Estadio Azteca, Ciudad de México                                         |                                                                          |
|                           | Valdivia 45', 46' · Fragoso 58' · Basaguren 83' | Reporte   |             | Asistencia: 103.058 espectadores Árbitro(s): Aly Hussein Kandil (Egipto) | Asistencia: 103.058 espectadores Árbitro(s): Aly Hussein Kandil (Egipto) |

| 1  | PO | Ignacio Calderón   |     |
| 3  | DF | Gustavo Peña       |     |
| 5  | DF | Mario Pérez        |     |
| 13 | DF | José Vantolrá      |     |
| 14 | DF | Javier Guzmán      |     |
| 8  | DF | Antonio Munguía    |     |
| 17 | MC | José Luis González |     |
| 9  | MC | Enrique Borja      | 46' |
| 11 | DE | Aarón Padilla      |     |
| 19 | DE | Javier Valdivia    |     |
| 21 | DE | Javier Fragoso     |     |
| DT | DT | Raúl Cárdenas      |     |

| 1  | PO | Raúl Magaña         |     |
| 2  | DF | Roberto Rivas       |     |
| 3  | DF | Salvador Mariona    |     |
| 4  | DF | Santiago Cortés     | 68' |
| 5  | DF | Saturnino Osorio    |     |
| 6  | MC | José Quintanilla    |     |
| 7  | MC | Mauricio Rodríguez  |     |
| 8  | MC | Jorge Vásquez       |     |
| 9  | MC | Juan Ramón Martínez |     |
| 10 | DE | Salvador Flamenco   |     |
| 11 | DE | Ernesto Aparicio    | 58' |
| DT | DT | Hernán Carrasco     |     |

| 10 | MC | Horacio López Salgado | 46' · 76' |
| 20 | MC | Ignacio Basaguren     | 76'       |

| 19 | DE | Sergio Méndez | 58' |
| 12 | DF | Mario Monge   | 68' |

| Anotado | 45' | Javier Valdivia   |
| Anotado | 46' | Javier Valdivia   |
| Anotado | 58' | Javier Fragoso    |
| Anotado | 83' | Ignacio Basaguren |

| Amonestado | 13' | Santiago Cortés   |
| Amonestado | 33' | Salvador Mariona  |
| Amonestado | 45' | Raúl Magaña       |
| Amonestado | 57' | Salvador Flamenco |

| Árbitro             | Ali Kandil    |
| Árbitros asistentes | Keith Dunstan |
| Árbitros asistentes | Jack Taylor   |

| 1  | PO | Ignacio Calderón   |     |
| 3  | DF | Gustavo Peña       |     |
| 5  | DF | Mario Pérez        |     |
| 13 | DF | José Vantolrá      |     |
| 14 | DF | Javier Guzmán      |     |
| 8  | DF | Antonio Munguía    |     |
| 17 | MC | José Luis González |     |
| 9  | MC | Enrique Borja      | 46' |
| 11 | DE | Aarón Padilla      |     |
| 19 | DE | Javier Valdivia    |     |
| 21 | DE | Javier Fragoso     |     |
| DT | DT | Raúl Cárdenas      |     |

| 1  | PO | Raúl Magaña         |     |
| 2  | DF | Roberto Rivas       |     |
| 3  | DF | Salvador Mariona    |     |
| 4  | DF | Santiago Cortés     | 68' |
| 5  | DF | Saturnino Osorio    |     |
| 6  | MC | José Quintanilla    |     |
| 7  | MC | Mauricio Rodríguez  |     |
| 8  | MC | Jorge Vásquez       |     |
| 9  | MC | Juan Ramón Martínez |     |
| 10 | DE | Salvador Flamenco   |     |
| 11 | DE | Ernesto Aparicio    | 58' |
| DT | DT | Hernán Carrasco     |     |

| 10 | MC | Horacio López Salgado | 46' · 76' |
| 20 | MC | Ignacio Basaguren     | 76'       |

| 19 | DE | Sergio Méndez | 58' |
| 12 | DF | Mario Monge   | 68' |

| Anotado | 45' | Javier Valdivia   |
| Anotado | 46' | Javier Valdivia   |
| Anotado | 58' | Javier Fragoso    |
| Anotado | 83' | Ignacio Basaguren |

| Amonestado | 13' | Santiago Cortés   |
| Amonestado | 33' | Salvador Mariona  |
| Amonestado | 45' | Raúl Magaña       |
| Amonestado | 57' | Salvador Flamenco |

| Árbitro             | Ali Kandil    |
| Árbitros asistentes | Keith Dunstan |
| Árbitros asistentes | Jack Taylor   |

### Contra Bélgica
| 10 de junio de 1970, 16:00 | México       | 1:0 (1:0) | Bélgica | Estadio Azteca, Ciudad de México                                        |                                                                         |
|                            | Peña 14' (p) | Reporte   |         | Asistencia: 108.192 espectadores Árbitro(s): Ángel Coerezza (Argentina) | Asistencia: 108.192 espectadores Árbitro(s): Ángel Coerezza (Argentina) |

| 1  | PO | Ignacio Calderón   |     |
| 3  | DF | Gustavo Peña       |     |
| 5  | DF | Mario Pérez        |     |
| 13 | DF | José Vantolrá      |     |
| 14 | DF | Javier Guzmán      |     |
| 8  | MC | Antonio Munguía    |     |
| 15 | MC | Héctor Pulido      |     |
| 17 | MC | José Luis González |     |
| 11 | DE | Aarón Padilla      |     |
| 19 | DE | Javier Valdivia    | 46' |
| 21 | DE | Javier Fragoso     |     |
| DT | DT | Raúl Cárdenas      |     |

| 1  | PO | Christian Piot    |     |
| 2  | DF | Georges Heylens   |     |
| 3  | DF | Jean Thissen      |     |
| 4  | DF | Nicolas Dewalque  |     |
| 5  | DF | Léon Jeck         |     |
| 6  | MC | Jean Dockx        |     |
| 7  | MC | Léon Semmeling    |     |
| 8  | MC | Wilfried Van Moer |     |
| 10 | DE | Paul Van Himst    |     |
| 11 | DE | Wilfried Puis     |     |
| 16 | DE | Odilon Polleunis  | 65' |
| DT | DT | Raymond Goethals  |     |

| 20 | DE | Ignacio Basaguren | 46' |

| 9 | DE | Johan Devrindt | 65' |

| Anotado · Penal | 14' | Gustavo Peña |

| Amonestado | 19' | Javier Valdivia |
| Amonestado | 29' | Gustavo Peña    |

| Amonestado | 15' | Paul Van Himst   |
| Amonestado | 29' | Jean Thissen     |
| Amonestado | 62' | Odilon Polleunis |

| Árbitro             | Ángel Coerezza    |
| Árbitros asistentes | Henry Landauer    |
| Árbitros asistentes | Rafael Hormazábal |

| 1  | PO | Ignacio Calderón   |     |
| 3  | DF | Gustavo Peña       |     |
| 5  | DF | Mario Pérez        |     |
| 13 | DF | José Vantolrá      |     |
| 14 | DF | Javier Guzmán      |     |
| 8  | MC | Antonio Munguía    |     |
| 15 | MC | Héctor Pulido      |     |
| 17 | MC | José Luis González |     |
| 11 | DE | Aarón Padilla      |     |
| 19 | DE | Javier Valdivia    | 46' |
| 21 | DE | Javier Fragoso     |     |
| DT | DT | Raúl Cárdenas      |     |

| 1  | PO | Christian Piot    |     |
| 2  | DF | Georges Heylens   |     |
| 3  | DF | Jean Thissen      |     |
| 4  | DF | Nicolas Dewalque  |     |
| 5  | DF | Léon Jeck         |     |
| 6  | MC | Jean Dockx        |     |
| 7  | MC | Léon Semmeling    |     |
| 8  | MC | Wilfried Van Moer |     |
| 10 | DE | Paul Van Himst    |     |
| 11 | DE | Wilfried Puis     |     |
| 16 | DE | Odilon Polleunis  | 65' |
| DT | DT | Raymond Goethals  |     |

| 20 | DE | Ignacio Basaguren | 46' |

| 9 | DE | Johan Devrindt | 65' |

| Anotado · Penal | 14' | Gustavo Peña |

| Amonestado | 19' | Javier Valdivia |
| Amonestado | 29' | Gustavo Peña    |

| Amonestado | 15' | Paul Van Himst   |
| Amonestado | 29' | Jean Thissen     |
| Amonestado | 62' | Odilon Polleunis |

| Árbitro             | Ángel Coerezza    |
| Árbitros asistentes | Henry Landauer    |
| Árbitros asistentes | Rafael Hormazábal |

#### Cuartos de final
| 14 de junio de 1970 | México       | 1:4 (1:1) | Italia                                         | Estadio Luis Dosal, Toluca                                         |                                                                    |
|                     | González 13' | Reporte   | Guzmán 25' (a.g.) · Riva 63', 76' · Rivera 70' | Asistencia: 27.323 espectadores Árbitro(s): Ruedi Scheurer (Suiza) | Asistencia: 27.323 espectadores Árbitro(s): Ruedi Scheurer (Suiza) |

| 1  | PO | Enrico Albertosi     |     |
| 2  | DF | Tarcisio Burgnich    |     |
| 3  | DF | Giacinto Facchetti   |     |
| 5  | DF | Pierluigi Cera       |     |
| 8  | DF | Roberto Rosato       |     |
| 10 | MC | Mario Bertini        |     |
| 15 | MC | Sandro Mazzola       | 46' |
| 16 | MC | Giancarlo De Sisti   |     |
| 11 | DE | Luigi Riva           |     |
| 13 | DE | Angelo Domenghini    | 84' |
| 20 | DE | Roberto Boninsegna   |     |
| DT | DT | Ferruccio Valcareggi |     |

| 1  | PO | Ignacio Calderón   |     |
| 3  | DF | Gustavo Peña       |     |
| 5  | DF | Mario Pérez        |     |
| 13 | DF | José Vantolrá      |     |
| 14 | DF | Javier Guzmán      |     |
| 8  | MC | Antonio Munguía    | 60' |
| 15 | MC | Héctor Pulido      |     |
| 17 | MC | José Luis González | 68' |
| 11 | DE | Aarón Padilla      |     |
| 19 | DE | Javier Valdivia    |     |
| 21 | DE | Javier Fragoso     |     |
| DT | DT | Raúl Cárdenas      |     |

| 14 | MC | Gianni Rivera | 46' |
| 19 | DE | Sergio Gori   | 84' |

| 16 | MC | Isidoro Díaz  | 60' |
| 9  | MC | Enrique Borja | 68' |

| Anotado · Autogol | 25' | Javier Guzmán |
| Anotado           | 63' | Luigi Riva    |
| Anotado           | 70' | Gianni Rivera |
| Anotado           | 76' | Luigi Riva    |

| Anotado | 13' | José Luis González |

| Amonestado | 67' | Gianni Rivera |

| Árbitro             | Rudolf Scheurer |
| Árbitros asistentes | Keith Dunstan   |
| Árbitros asistentes | Henry Landauer  |

| 1  | PO | Enrico Albertosi     |     |
| 2  | DF | Tarcisio Burgnich    |     |
| 3  | DF | Giacinto Facchetti   |     |
| 5  | DF | Pierluigi Cera       |     |
| 8  | DF | Roberto Rosato       |     |
| 10 | MC | Mario Bertini        |     |
| 15 | MC | Sandro Mazzola       | 46' |
| 16 | MC | Giancarlo De Sisti   |     |
| 11 | DE | Luigi Riva           |     |
| 13 | DE | Angelo Domenghini    | 84' |
| 20 | DE | Roberto Boninsegna   |     |
| DT | DT | Ferruccio Valcareggi |     |

| 1  | PO | Ignacio Calderón   |     |
| 3  | DF | Gustavo Peña       |     |
| 5  | DF | Mario Pérez        |     |
| 13 | DF | José Vantolrá      |     |
| 14 | DF | Javier Guzmán      |     |
| 8  | MC | Antonio Munguía    | 60' |
| 15 | MC | Héctor Pulido      |     |
| 17 | MC | José Luis González | 68' |
| 11 | DE | Aarón Padilla      |     |
| 19 | DE | Javier Valdivia    |     |
| 21 | DE | Javier Fragoso     |     |
| DT | DT | Raúl Cárdenas      |     |

| 14 | MC | Gianni Rivera | 46' |
| 19 | DE | Sergio Gori   | 84' |

| 16 | MC | Isidoro Díaz  | 60' |
| 9  | MC | Enrique Borja | 68' |

| Anotado · Autogol | 25' | Javier Guzmán |
| Anotado           | 63' | Luigi Riva    |
| Anotado           | 70' | Gianni Rivera |
| Anotado           | 76' | Luigi Riva    |

| Anotado | 13' | José Luis González |

| Amonestado | 67' | Gianni Rivera |

| Árbitro             | Rudolf Scheurer |
| Árbitros asistentes | Keith Dunstan   |
| Árbitros asistentes | Henry Landauer  |

### Goleadores
| Jugador            | Anotado | A. | Min. |
| ------------------ | ------- | -- | ---- |
| Javier Valdivia    | 2       | 0  | 323  |
| Javier Fragoso     | 1       | 0  | 360  |
| Ignacio Basaguren  | 1       | 0  | 51   |
| Gustavo Peña       | 1       | 1  | 360  |
| José Luis González | 1       | 0  | 248  |